# Real Sugar
A Real Sugar című dal a svéd Roxette 2001. június 18-án megjelent 2. kimásolt kislemeze a Room Service című stúdióalbumukról. A kislemez nem került kiadásra az Egyesült Királyságban.

## Sikerek
A dal nem volt olyan sikeres, mint a Roxette előző kislemezei. Svédországban a 23. helyig jutott, és majdnem három hónapig volt slágerlistás helyezés. A legnépszerűbb Argentínában volt, ahol a 3. helyig jutott. Spanyolországban is 5. és 12. helyen szerepel a spanyol kislemezlistákon.
Németországban, és Svájcban ezzel szemben a legjobban teljesítő kislemez volt, mindkét listán 1 hetet töltve a 96. és a 72. helyen szerepelt.

## Megjelenések
Minden dalt Per Gessle írt.
- CD Single (8793650)

1. "Real Sugar" – 3:17
2. "It Will Take a Long Long Time" (Modern Rock Version) – 4:06
3. "Real Sugar" (Shooting Star Treatment) – 4:22
4. "The Centre of the Heart" (Enhanced Video) – 3:27

## Slágerlista
| Slágerlista (2001)                 | Legjobb helyezés |
| ---------------------------------- | ---------------- |
| Argentina (CAPIF)                  | 3                |
| Németország (Media Control Charts) | 96               |
| Spain (AFYVE)                      | 12               |
| Spanish Airplay (AFYVE)            | 5                |
| Svédország (Sverigetopplistan)     | 23               |
| Svájc (Schweizer Hitparade)        | 72               |